# ASK Winterthur
Der ASK Winterthur (ausgeschrieben Arbeiterschachklub Winterthur) war ein Schachklub aus Winterthur, der 1921 gegründet wurde und 2015 mit der Schachgesellschaft Winterthur fusionierte. Der Klub nahm an den Schweizer Gruppenmeisterschaften (SGM) in der 1. Bundesliga teil und wurde dort 1984, 1985, 1986, 1987, 2000, 2003, 2009, 2012 und 2015 Schweizer Meister. Klublokal des Vereins war die Alte Kaserne, ein Kulturzentrum in Winterthur.
Die Arbeiterschachsektion aus Winterthur gehörte im September 1922 zu den Mitgründern des Schweizerischen Arbeiterschachbunds.